# Publius Titius
Publius Titius († 43 v. Chr.) war ein Politiker der ausgehenden Römischen Republik und 43 v. Chr. Volkstribun.

## Leben
Publius Titius entstammte der römischen Adelsfamilie der Titier. Es sind nur Nachrichten aus seinem letzten Lebensjahr (43 v. Chr.) überliefert, die ihn als überzeugten Caesarianer zeigen. Als der berühmte römische Redner und Politiker Marcus Tullius Cicero einen Senatsbeschluss über Ehrungen für Lucius Munatius Plancus herbeiführen wollte, verhinderte dies der Volkstribun Titius auf Wunsch des Publius Servilius Isauricus (9. April 43 v. Chr.). Als der erst 20-jährige Adoptivsohn, Erbe und erklärte Rächer Caesars, Octavian, sein Bündnis mit dem Senat beendete und im August 43 v. Chr. mit seinen Truppen gegen Rom vorstieß, bangte Publius Servilius Casca, der damals ebenfalls Volkstribun war, um sein Leben, weil er zu den Caesarmördern gehörte. Daher verließ er eilig die Hauptstadt und wurde, weil seine Abreise gesetzlich nicht gedeckt war, auf Antrag seines Amtskollegen Titius als Volkstribun abgesetzt. Ein von Titius beantragtes und von der Volksversammlung in Rom abgesegnetes Gesetz (Lex Titia) schuf die formelle Rechtsgrundlage zur Einrichtung des Triumvirats, eines Amtes, das die drei mächtigsten Vertreter der Caesarianer – Octavian, Marcus Antonius und Marcus Aemilius Lepidus – ab dem 27. November 43 v. Chr. auf fünf Jahre (bis zum 31. Dezember 38 v. Chr.) zu den alleinigen Staatsführern mit weitgehenden Vollmachten erhob. Bei der Einbringung dieses Gesetzes hatte Titius aber die vorgeschriebenen Fristen außer Acht gelassen. Der bald danach erfolgte Tod des Titius schien den Volksglauben zu bestätigen, dass aufgrund göttlicher Rache binnen Jahresfrist alle jene Beamten verstarben, die einen Amtskollegen absetzen hatten lassen. Als vorangegangene Beispiele werden vom kaiserzeitlichen Historiker Cassius Dio und von Iulius Obsequens, dem Verfasser eines Prodigienbuches, übereinstimmend der legendäre Konsul Lucius Iunius Brutus sowie die Volkstribunen Tiberius Sempronius Gracchus und Gaius Helvius Cinna angeführt.